# Nematogobius ansorgii
Nematogobius ansorgii é uma espécie de peixe da família Gobiidae e da ordem Perciformes.

## Morfologia
- Os machos podem atingir 8 cm de comprimento total.[5][6]

## Habitat
É um peixe de clima tropical e demersal.

## Distribuição geográfica
É encontrado no Oceano Atlântico oriental: desde a Guiné-Bissau até Angola, incluindo Fernando Pó.

## Observações
É inofensivo para os humanos.